# Adam Remmele

Adam Remmele

Adam Remmele (* 26. Dezember 1877 in Altneudorf (bei Heidelberg); † 9. September 1951 in Freiburg im Breisgau) war ein Politiker (SPD), Konsumgenossenschafter, Mitglied des Landtags von Baden, Mitglied des Reichstags, Minister und Staatspräsident im Land Baden.

## Leben und Wirken bis 1918
Adam Remmele war Sohn eines Müllers und erlernte ebenfalls das Müllerhandwerk. Zusammen mit seinem jüngeren Bruder Hermann – der nach dem Ersten Weltkrieg führend in der KPD tätig wurde – trat er 1894 der SPD und der Gewerkschaft bei. Im Jahr 1900 wurde er Vorsitzender des Gewerkschaftskartells in Ludwigshafen und seit 1903 Leiter des dortigen Arbeitsamtes. Zwischen 1906 und 1908 war er 2. Vorsitzender des Vorstandes des Mühlenarbeiterverbandes. Ab 1902 war Adam Remmele außerdem Funktionär des Verbands der Konsumvereine. Von 1908 bis 1918 war er Redakteur der sozialdemokratischen Volksstimme in Mannheim. Seit 1911 war er dort auch Mitglied des Stadtrates.

## Wirken von 1918 bis 1933

### Abgeordneter
Remmele beteiligte sich 1918/19 aktiv an der Rätebewegung in Baden und wurde 1919 Vizepräsident der Badischen Nationalversammlung. Bis 1927 war er Mitglied im badischen Landtag und von 1928 bis 1933 saß Remmele im Reichstag.

### Regierungsmitglied
Seit demselben Jahr bekleidete er auch verschiedene Ministerämter in der Landesregierung. Von 1919 bis 1929 war er Innenminister, 1925/26 auch Minister für Kultur, von 1929 bis 1931 war er gleichzeitig zuständig für Kultur und Justiz. In den Jahren 1922/23 und 1927/28 war er Staatspräsident von Baden und somit Chef der Kabinette Remmele I und Remmele II.

### Konsumgenossenschafter
1925 wurde Remmele in den Ausschuss des Zentralverbandes deutscher Konsumvereine (Hamburg) und in den Ausschuss der Verlagsgesellschaft deutscher Konsumgenossenschaften gewählt. 1932 wurde Remmele Mitglied des geschäftsführenden Vorstandes des Zentralverbandes deutscher Konsumvereine mit Sitz in Hamburg.

## Zeit des Nationalsozialismus
Nach der nationalsozialistischen Machtübernahme wurde Remmele am 3. Mai 1933 verhaftet. In Hamburg wurde er zunächst in ein Polizeigefängnis eingeliefert. Von da aus wurde er in die badische Hauptstadt Karlsruhe gebracht, um ihn dort öffentlich zu demütigen. Zusammen mit anderen sozialdemokratischen Landespolitikern wurde Remmele gemeinsam mit Ludwig Marum am 16. Mai 1933 vor seiner Einlieferung in das KZ Kislau in einem offenen Polizeiauto durch die Innenstadt vorbei am Landtag und dem Staatsministerium gefahren und dem Spott der nationalsozialistischen Anhänger preisgegeben. Während viele andere Sozialdemokraten relativ schnell wieder entlassen wurden, blieb Remmele bis 1934 im Konzentrationslager.
Nach seiner Freilassung lebte er als selbständiger Kaufmann in Hamburg. Im Zusammenhang mit dem gescheiterten Attentat auf Hitler am 20. Juli 1944 wurde er im Rahmen der Aktion Gitter erneut für einige Zeit verhaftet.

## Nachkriegszeit
Seit 1945 engagierte sich Remmele für den Wiederaufbau der Konsumgenossenschaften. Er vertrat zunächst die Konsumgenossenschaften im Zentralamt der Wirtschaft in der britischen Zone und in dessen Beirat für Genossenschaftswesen. Auf dem Konsumgenossenschaftstag am 26./27. März 1947 wurde er zum hauptamtlichen Mitglied des Vorstandes des Zentralverbandes deutscher Konsumgenossenschaften und in den Aufsichtsrat der Großeinkaufs-Gesellschaft Deutscher Konsumgenossenschaften (GEG), Hamburg, gewählt. Am 31. März 1949 trat er in den Ruhestand. In den Jahren 1948 und 1949 vertrat er die SPD im Wirtschaftsrat des Vereinigten Wirtschaftsgebietes in Frankfurt am Main. 1946 verlieh ihm die Universität Freiburg erneut den Titel eines Dr. med. h. c., der ihm 1935 aberkannt worden war. Im Jahr 1948 wurde er Ehrenbürger von Karlsruhe. Seit 1949 bis zu seinem Tod 1951 lebte Remmele im Ruhestand in Freiburg im Breisgau.

## Werke und Schriften (Auswahl)
- Die Lage der Mühlenarbeiter Deutschlands. Nach statist. Erhebungen d. Mühlenarbeiterverbandes. Altenburg, 1906.
- Staatsumwälzung und Neuaufbau in Baden. Ein Beitrag zur politischen Geschichte Badens 1914/24. Karlsruhe, 1925. Internet Archive
- Vorschläge für die Reichs- und Länder-Reform. Karlsruhe, 1929.
- Baden vom Absolutismus zum Volksstaat. Karlsruhe, 1931.
- Die Futterkrippe. Eine Auseinandersetzung mit den Nationalsozialisten. J. H. W. Dietz, Berlin 1931.
- Die Parteipolitischen Befehdung der Konsumgenossenschaften, Hamburg, 1933
- Die Konsumgenossenschaften im Neuaufbau. Bellwerk-Verlag, Offenbach, 1947.